# 武汉东站
武汉东站，原名流芳站，是位于中华人民共和国湖北省武汉市江夏区的火车站，位于光谷大道、高新大道、光谷一路和南湖大道合围而成的区域内，经过铁路包括武昌南环铁路、武黄城际铁路余花联络线，并引出富士康铁路专用线、流芳货场专用线。该站于2015年开始改造工程，2022年8月12日复办客运业务，目前主要承担湖北省内城际铁路列车的接发任务。

## 历史

### 流芳站时期

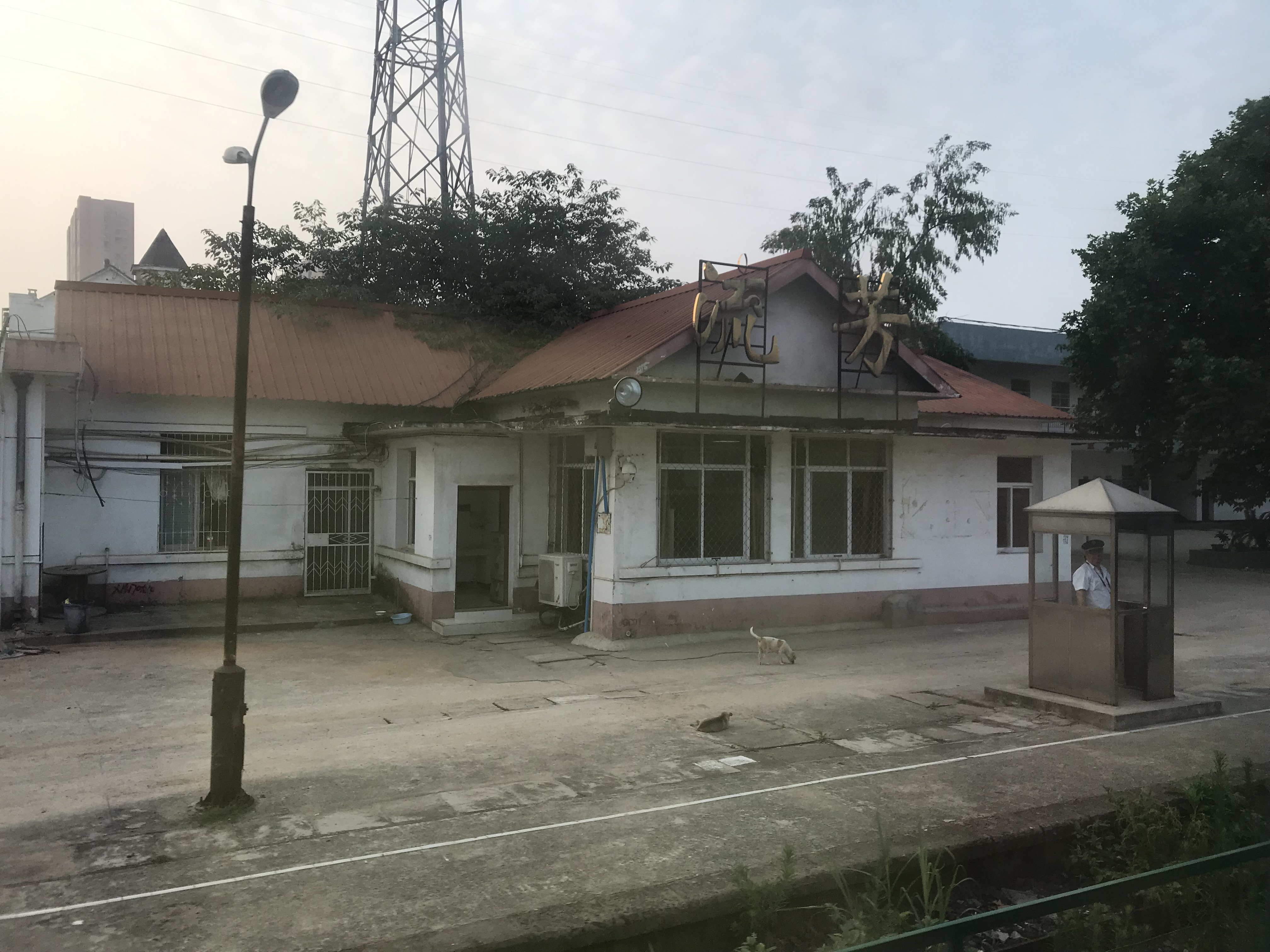
流芳站站房（2019年）

车站的前身为位于武昌南环铁路上的流芳站，1970年8月开工，1971年6月建成投用。当时，为了解决作为武汉市重要机电工业区关山地区的货物运输交通问题，南环线在流芳设置了货场，对于减少武汉城区内货物运输起到了一定作用:261。
2007年，为了配合富士康武汉工业园的建设，车站引出了富士康铁路专用线，从流芳站北端接轨，出站后并行南环线右线向南和与京广客运专线并行至武汉商贸学院东侧的富士康园区，长11.76千米。专用线于2011年建成，但建成后基本没有使用。
2018年5月武昌北环铁路部分拆除前，每天曾有两班武昌地区铁路职工通勤车从本站始发，北环线拆除后停运。

### 扩能改造
为了解决武昌南部地区，尤其是东湖开发区交通枢纽匮乏的问题，同时也是为了填补武汉铁路枢纽在武汉市东南部缺乏客运站的现状，原流芳站计划改建成为武昌地区南部交通枢纽，并计划改名为光谷站。该项目已于2015年7月28日动工。该站所处的武汉东湖新技术产业开发区已向武汉铁路局建议将站名更改为“光谷站”。2020年8月31日，根据中国铁路总公司《铁路车站站名管理办法》，铁路部门与地方政府沟通后，将流芳站正式命名为武汉东站。
2022年8月12日，新建武汉东站启用。先期启用西站房。

## 车站结构
武汉东站设有东西两座站房，西站房以城际列车为主，东站房以普速列车为主。目前启用西站房。站房设计以“智慧之光、科技之谷”为意向，通过波浪形造型象征武汉的科技中心光谷。
武汉东站设有普速场和城际场。其中普速场有武昌南环线经过，规模2台6线；城际场有余花联络线接入，规模4台6线，两端分别可以通向武咸城际铁路咸宁南站、余家湾站方向和武黄城际铁路大冶北站方向。城际场配套有武汉东站存车场，设5条存车线和1条检修线。

## 接驳交通
武汉地铁武汉东站，原名光谷火车站，位于武汉东站东广场地下，是武汉地铁2号线的南延长线和11号线的换乘站；在长途汽车方面，流芳火车站东广场北侧将新建关山长途汽车站，分流傅家坡长途汽车站拆除后的客流；在公交方面，武汉东站是雄楚大道BRT（快速公交）的终点站，并有521、591、362等常规公交线路经过。